# Vòng loại Giải vô địch bóng đá thế giới 2022 – Khu vực châu Phi
Phần châu Phi của vòng loại giải vô địch bóng đá thế giới 2022 đóng vai trò là vòng loại cho giải vô địch bóng đá thế giới 2022, được tổ chức tại Qatar, cho các đội tuyển quốc gia là thành viên của Liên đoàn bóng đá châu Phi (CAF). Tổng cộng có 5 suất vé trong vòng chung kết có sẵn cho các đội tuyển CAF.

## Thể thức
Một đề xuất trước đây để hợp nhất các vòng đấu vòng loại trừ cho Cúp bóng đá nam châu Phi 2021 với những đội tuyển đấy tham dự Giải bóng đá nam vô địch thế giới đã bị từ chối sau cuộc họp của CAF vào ngày 11 tháng 6 năm 2018.
CAF trở lại thể thức được sử dụng cho vòng đấu loại trừ của giải bóng đá nam vô địch thế giới năm 2014.
- Vòng đấu loại trừ đầu tiên:28 đội tuyển (đã xếp hạng từ hạng 27 cho tới 54) được thi đấu trên sân nhà và khách bằng 2 lượt.14 đội tuyền giành được phần thắng sẽ được đi tiếp vào vòng đấu loại trừ tiếp theo.
- Vòng đấu loại trừ tiếp theo:40 đội tuyển (đã xếp hạng từ hạng 1 đến 26 & 14 đội tuyển giành được phần thắng ở vòng đấu loại trừ đầu tiên) sẽ được phân chia thành 10 bảng đấu A,B,C,D,E,F,G,H,I và J.Mỗi bảng đấu gồm có 4 đội tuyển để thi đấu các trận vòng tròn 1 lượt trên sân nhà và khách.10 đội tuyển đứng đầu bảng đấu sẽ bước tiếp vào vòng đấu loại trừ cuối cùng.
- Vòng đấu loại trừ cuối cùng:10 đội tuyển đứng đầu bảng đấu của vòng đấu loại trừ trước sẽ thi đấu trên sân nhà & khách bằng 2 lượt.5 đội tuyển giành được phần thắng trong vòng đấu loại trừ cuối cùng sẽ được lọt vào VCK.

## Các đội tuyển tham gia
Tất cả 54 hiệp hội bóng đá trực thuộc FIFA từ CAF được tham gia vòng loại. Bảng xếp hạng FIFA thế giới của tháng 7 năm 2019 đã được sử dụng để xác định các quốc gia nào sẽ tranh tài trong vòng 1. Để hạt giống trong các bốc thăm vòng 2 và vòng 3, bảng xếp hạng FIFA gần đây nhất trước các bốc thăm đó sẽ được sử dụng.
Libya đã bị đe dọa loại trừ khỏi vòng loại nếu không trả được nợ cho huấn luyện viên cũ, ông Javier Clemente của họ. Tuy nhiên, Libya đã tuân thủ sau khi FIFA đưa ra thời hạn mới. Sierra Leone cũng phải đối mặt với khả năng bị loại khỏi vòng loại do sự đình chỉ của hiệp hội bóng đá của họ. Tuy nhiên, việc đình chỉ đã được Hội đồng FIFA dỡ bỏ vào ngày 3 tháng 6 năm 2019.
| Vào thẳng vòng 2 (Xếp hạng từ hạng 1 đến hạng 26) | Phải thi đấu vòng 1 (Xếp hạng từ hạng 27 đến hạng 54) |
| --- | --- |
| 1. Sénégal (20) 2. Tunisia (29) 3. Nigeria (33) 4. Algérie (40) 5. Maroc (41) 6. Ai Cập (49) 7. Ghana (50) 8. Cameroon (53) 9. CHDC Congo (56) 10. Bờ Biển Ngà (57) 11. Mali (59) 12. Burkina Faso (61) 13. Nam Phi (70) 14. Guinée (75) 15. Cabo Verde (76) 16. Uganda (80) 17. Zambia (81) 18. Bénin (82) 19. Gabon (90) 20. Cộng hòa Congo (91) 21. Madagascar (96) 22. Niger (104) 23. Libya (105) 24. Mauritanie (106) 25. Kenya (107) 26. Trung Phi (111) | 1. Zimbabwe (112) 2. Sierra Leone (114) 3. Mozambique (116) 4. Namibia (121) 5. Angola (122) 6. Guiné-Bissau (123) 7. Malawi (126) 8. Togo (128) 9. Sudan (129) 10. Rwanda (133) 11. Tanzania (137) 12. Guinea Xích Đạo (139) 13. Eswatini (139) 14. Lesotho (144) 15. Comoros (146) 16. Botswana (147) 17. Burundi (148) 18. Ethiopia (150) 19. Liberia (152) 20. Mauritius (157) 21. Gambia (161) 22. Nam Sudan (169) 23. Tchad (175) 24. São Tomé và Príncipe (185) 25. Seychelles (192) 26. Djibouti (195) 27. Somalia (202) 28. Eritrea (202) |

## Lịch thi đấu
Dưới đây là lịch thi đấu của vòng loại giải vô địch bóng đá thế giới 2022. Sau khi sắp xếp lại vòng chung kết Cúp bóng đá châu Phi 2021 từ tháng 6/tháng 7 đến tháng 1/tháng 2, các ngày của các ngày đấu 1–2 của vòng 2 cũng được lên lịch lại.
| Giai đoạn | Ngày đấu   | Các ngày quốc tế FIFA   |
| --------- | ---------- | ----------------------- |
| Vòng 1    | Lượt đi    | 4–7 tháng 9 năm 2019    |
| Vòng 1    | Lượt về    | 8–10 tháng 9 năm 2019   |
| Vòng 2    | Ngày đấu 1 | 1–3 tháng 9 năm 2021    |
| Vòng 2    | Ngày đấu 2 | 5–7 tháng 9 năm 2021    |
| Vòng 2    | Ngày đấu 3 | 6–9 tháng 10 năm 2021   |
| Vòng 2    | Ngày đấu 4 | 10–12 tháng 10 năm 2021 |
| Vòng 2    | Ngày đấu 5 | 11–13 tháng 11 năm 2021 |
| Vòng 2    | Ngày đấu 6 | 14–16 tháng 11 năm 2021 |
| Vòng 3    | Lượt đi    | 25–29 tháng 3 năm 2022  |
| Vòng 3    | Lượt về    | 25–29 tháng 3 năm 2022  |

1. ↑  Ngày đấu 1 ban đầu là các ngày 23–31 tháng 3, 2020 và 5–13 tháng 10, 2020.
2. ↑  Ngày đấu 2 ban đầu là các ngày 1–9 tháng 6, 2020 và 9–17 tháng 11, 2020.
3. 1 2  Ngày đấu 3 và 4 ban đầu là các ngày 22–30 tháng 3, 2021.
4. ↑  Ngày đấu 5 ban đầu là các ngày 30 tháng 8 – 7 tháng 9, 2021.
5. ↑  Ngày đấu 6 ban đầu là các ngày 4–12 tháng 10, 2021.

## Vòng 1
Lễ bốc thăm cho vòng 1 đã tổ chức vào ngày 29 tháng 7 năm 2019 lúc 12:00 EST (UTC+2), tại trụ sở chính CAF ở Cairo, Ai Cập.
| Đội 1                | TTS         | Đội 2           | Lượt đi | Lượt về      |
| -------------------- | ----------- | --------------- | ------- | ------------ |
| Ethiopia             | 1–1 (a)     | Lesotho         | 0–0     | 1–1          |
| Somalia              | 2–3         | Zimbabwe        | 1–0     | 1–3          |
| Eritrea              | 1–4         | Namibia         | 1–2     | 0–2          |
| Burundi              | 2–2 (0–3 p) | Tanzania        | 1–1     | 1–1 (s.h.p.) |
| Djibouti             | 2–1         | Eswatini        | 2–1     | 0–0          |
| Botswana             | 0–1         | Malawi          | 0–0     | 0–1          |
| Gambia               | 1–3         | Angola          | 0–1     | 1–2          |
| Liberia              | 3–2         | Sierra Leone    | 3–1     | 0–1          |
| Mauritius            | 0–3         | Mozambique      | 0–1     | 0–2          |
| São Tomé và Príncipe | 1–3         | Guiné-Bissau    | 0–1     | 1–2          |
| Nam Sudan            | 1–2         | Guinea Xích Đạo | 1–1     | 0–1          |
| Comoros              | 1–3         | Togo            | 1–1     | 0–2          |
| Tchad                | 1–3         | Sudan           | 1–3     | 0–0          |
| Seychelles           | 0–10        | Rwanda          | 0–3     | 0–7          |

## Vòng 2
Lễ bốc thăm cho vòng 2 đã tổ chức vào ngày 21 tháng 1 năm 2020, lúc 19:00 CAT (UTC+2), tại khách sạn Ritz-Carlton ở Cairo, Ai Cập.

### Bảng A
| VT | Đội          | ST | T | H | B | BT | BB | HS  | Đ  | Giành quyền tham dự    |     | Algérie | Burkina Faso | Niger | Djibouti |
| -- | ------------ | -- | - | - | - | -- | -- | --- | -- | ---------------------- | --- | ------- | ------------ | ----- | -------- |
| 1  | Algérie      | 6  | 4 | 2 | 0 | 25 | 4  | +21 | 14 | Giành quyền vào vòng 3 |     | —       | 2–2          | 6–1   | 8–0      |
| 2  | Burkina Faso | 6  | 3 | 3 | 0 | 12 | 4  | +8  | 12 |                        |     | 1–1     | —            | 1–1   | 2–0      |
| 3  | Niger        | 6  | 2 | 1 | 3 | 13 | 17 | −4  | 7  |                        | 0–4 | 0–2     | —            | 7–2   |          |
| 4  | Djibouti     | 6  | 0 | 0 | 6 | 4  | 29 | −25 | 0  |                        | 0–4 | 0–4     | 2–4          | —     |          |

### Bảng B
| VT | Đội             | ST | T | H | B | BT | BB | HS | Đ  | Giành quyền tham dự    |     | Tunisia | Guinea Xích Đạo | Zambia | Mauritanie |
| -- | --------------- | -- | - | - | - | -- | -- | -- | -- | ---------------------- | --- | ------- | --------------- | ------ | ---------- |
| 1  | Tunisia         | 6  | 4 | 1 | 1 | 11 | 2  | +9 | 13 | Giành quyền vào vòng 3 |     | —       | 3–0             | 3–1    | 3–0        |
| 2  | Guinea Xích Đạo | 6  | 3 | 2 | 1 | 6  | 5  | +1 | 11 |                        |     | 1–0     | —               | 2–0    | 1–0        |
| 3  | Zambia          | 6  | 2 | 1 | 3 | 8  | 9  | −1 | 7  |                        | 0–2 | 1–1     | —               | 4–0    |            |
| 4  | Mauritanie      | 6  | 0 | 2 | 4 | 2  | 11 | −9 | 2  |                        | 0–0 | 1–1     | 1–2             | —      |            |

### Bảng C
| VT | Đội        | ST | T | H | B | BT | BB | HS | Đ  | Giành quyền tham dự    |     | Nigeria | Cabo Verde | Liberia | Cộng hòa Trung Phi |
| -- | ---------- | -- | - | - | - | -- | -- | -- | -- | ---------------------- | --- | ------- | ---------- | ------- | ------------------ |
| 1  | Nigeria    | 6  | 4 | 1 | 1 | 9  | 3  | +6 | 13 | Giành quyền vào vòng 3 |     | —       | 1–1        | 2–0     | 0–1                |
| 2  | Cabo Verde | 6  | 3 | 2 | 1 | 8  | 6  | +2 | 11 |                        |     | 1–2     | —          | 1–0     | 2–1                |
| 3  | Liberia    | 6  | 2 | 0 | 4 | 5  | 8  | −3 | 6  |                        | 0–2 | 1–2     | —          | 3–1     |                    |
| 4  | Trung Phi  | 6  | 1 | 1 | 4 | 4  | 9  | −5 | 4  |                        | 0–2 | 1–1     | 0–1        | —       |                    |

### Bảng D
| VT | Đội         | ST | T | H | B | BT | BB | HS  | Đ  | Giành quyền tham dự    |     | Cameroon | Bờ Biển Ngà | Mozambique | Malawi |
| -- | ----------- | -- | - | - | - | -- | -- | --- | -- | ---------------------- | --- | -------- | ----------- | ---------- | ------ |
| 1  | Cameroon    | 6  | 5 | 0 | 1 | 12 | 3  | +9  | 15 | Giành quyền vào vòng 3 |     | —        | 1–0         | 3–1        | 2–0    |
| 2  | Bờ Biển Ngà | 6  | 4 | 1 | 1 | 10 | 3  | +7  | 13 |                        |     | 2–1      | —           | 3–0        | 2–1    |
| 3  | Mozambique  | 6  | 1 | 1 | 4 | 2  | 8  | −6  | 4  |                        | 0–1 | 0–0      | —           | 1–0        |        |
| 4  | Malawi      | 6  | 1 | 0 | 5 | 2  | 12 | −10 | 3  |                        | 0–4 | 0–3      | 1–0         | —          |        |

### Bảng E
| VT | Đội    | ST | T | H | B | BT | BB | HS  | Đ  | Giành quyền tham dự    |     | Mali | Uganda | Kenya | Rwanda |
| -- | ------ | -- | - | - | - | -- | -- | --- | -- | ---------------------- | --- | ---- | ------ | ----- | ------ |
| 1  | Mali   | 6  | 5 | 1 | 0 | 11 | 0  | +11 | 16 | Giành quyền vào vòng 3 |     | —    | 1–0    | 5–0   | 1–0    |
| 2  | Uganda | 6  | 2 | 3 | 1 | 3  | 2  | +1  | 9  |                        |     | 0–0  | —      | 1–1   | 1–0    |
| 3  | Kenya  | 6  | 1 | 3 | 2 | 4  | 9  | −5  | 6  |                        | 0–1 | 0–0  | —      | 2–1   |        |
| 4  | Rwanda | 6  | 0 | 1 | 5 | 2  | 9  | −7  | 1  |                        | 0–3 | 0–1  | 1–1    | —     |        |

### Bảng F
| VT | Đội    | ST | T | H | B | BT | BB | HS | Đ  | Giành quyền tham dự    |     | Ai Cập | Gabon | Libya | Angola |
| -- | ------ | -- | - | - | - | -- | -- | -- | -- | ---------------------- | --- | ------ | ----- | ----- | ------ |
| 1  | Ai Cập | 6  | 4 | 2 | 0 | 10 | 4  | +6 | 14 | Giành quyền vào vòng 3 |     | —      | 2–1   | 1–0   | 1–0    |
| 2  | Gabon  | 6  | 2 | 1 | 3 | 7  | 8  | −1 | 7  |                        |     | 1–1    | —     | 1–0   | 2–0    |
| 3  | Libya  | 6  | 2 | 1 | 3 | 4  | 7  | −3 | 7  |                        | 0–3 | 2–1    | —     | 1–1   |        |
| 4  | Angola | 6  | 1 | 2 | 3 | 6  | 8  | −2 | 5  |                        | 2–2 | 3–1    | 0–1   | —     |        |

### Bảng G
| VT | Đội      | ST | T | H | B | BT | BB | HS | Đ  | Giành quyền tham dự    |     | Ghana | Cộng hòa Nam Phi | Ethiopia | Zimbabwe |
| -- | -------- | -- | - | - | - | -- | -- | -- | -- | ---------------------- | --- | ----- | ---------------- | -------- | -------- |
| 1  | Ghana    | 6  | 4 | 1 | 1 | 7  | 3  | +4 | 13 | Giành quyền vào vòng 3 |     | —     | 1–0              | 1–0      | 3–1      |
| 2  | Nam Phi  | 6  | 4 | 1 | 1 | 6  | 2  | +4 | 13 |                        |     | 1–0   | —                | 1–0      | 1–0      |
| 3  | Ethiopia | 6  | 1 | 2 | 3 | 4  | 7  | −3 | 5  |                        | 1–1 | 1–3   | —                | 1–0      |          |
| 4  | Zimbabwe | 6  | 0 | 2 | 4 | 2  | 7  | −5 | 2  |                        | 0–1 | 0–0   | 1–1              | —        |          |

### Bảng H
| VT | Đội            | ST | T | H | B | BT | BB | HS  | Đ  | Giành quyền tham dự    |     | Sénégal | Togo | Namibia | Cộng hòa Congo |
| -- | -------------- | -- | - | - | - | -- | -- | --- | -- | ---------------------- | --- | ------- | ---- | ------- | -------------- |
| 1  | Sénégal        | 6  | 5 | 1 | 0 | 15 | 4  | +11 | 16 | Giành quyền vào vòng 3 |     | —       | 2–0  | 4–1     | 2–0            |
| 2  | Togo           | 6  | 2 | 2 | 2 | 5  | 6  | −1  | 8  |                        |     | 1–1     | —    | 0–1     | 1–1            |
| 3  | Namibia        | 6  | 1 | 2 | 3 | 5  | 10 | −5  | 5  |                        | 1–3 | 0–1     | —    | 1–1     |                |
| 4  | Cộng hòa Congo | 6  | 0 | 3 | 3 | 5  | 10 | −5  | 3  |                        | 1–3 | 1–2     | 1–1  | —       |                |

### Bảng I
| VT | Đội          | ST | T | H | B | BT | BB | HS  | Đ  | Giành quyền tham dự    |     | Maroc | Guiné-Bissau | Guinée | Sudan |
| -- | ------------ | -- | - | - | - | -- | -- | --- | -- | ---------------------- | --- | ----- | ------------ | ------ | ----- |
| 1  | Maroc        | 6  | 6 | 0 | 0 | 20 | 1  | +19 | 18 | Giành quyền vào vòng 3 |     | —     | 5–0          | 3–0    | 2–0   |
| 2  | Guiné-Bissau | 6  | 1 | 3 | 2 | 5  | 11 | −6  | 6  |                        |     | 0–3   | —            | 1–1    | 0–0   |
| 3  | Guinée       | 6  | 0 | 4 | 2 | 5  | 11 | −6  | 4  |                        | 1–4 | 0–0   | —            | 2–2    |       |
| 4  | Sudan        | 6  | 0 | 3 | 3 | 5  | 12 | −7  | 3  |                        | 0–3 | 2–4   | 1–1          | —      |       |

### Bảng J
| VT | Đội        | ST | T | H | B | BT | BB | HS | Đ  | Giành quyền tham dự    |     | Cộng hòa Dân chủ Congo | Bénin | Tanzania | Madagascar |
| -- | ---------- | -- | - | - | - | -- | -- | -- | -- | ---------------------- | --- | ---------------------- | ----- | -------- | ---------- |
| 1  | CHDC Congo | 6  | 3 | 2 | 1 | 9  | 3  | +6 | 11 | Giành quyền vào vòng 3 |     | —                      | 2–0   | 1–1      | 2–0        |
| 2  | Bénin      | 6  | 3 | 1 | 2 | 5  | 4  | +1 | 10 |                        |     | 1–1                    | —     | 0–1      | 2–0        |
| 3  | Tanzania   | 6  | 2 | 2 | 2 | 6  | 8  | −2 | 8  |                        | 0–3 | 0–1                    | —     | 3–2      |            |
| 4  | Madagascar | 6  | 1 | 1 | 4 | 4  | 9  | −5 | 4  |                        | 1–0 | 0–1                    | 1–1   | —        |            |

## Vòng 3
Vòng 3 sẽ chứng kiến 10 đội nhất bảng từ vòng 2 được rút thăm chia thành 5 trận đấu trên sân nhà và sân khách. Các đội thắng của mỗi trận đấu sẽ giành quyền vào Giải vô địch bóng đá thế giới 2022 tại Qatar.
| Đội 1      | TTS         | Đội 2   | Lượt đi | Lượt về      |
| ---------- | ----------- | ------- | ------- | ------------ |
| Ai Cập     | 1–1 (1–3 p) | Sénégal | 1–0     | 0–1 (s.h.p.) |
| Cameroon   | 2–2 (a)     | Algérie | 0–1     | 2–1 (s.h.p.) |
| Ghana      | 1–1 (a)     | Nigeria | 0–0     | 1–1          |
| CHDC Congo | 2–5         | Maroc   | 1–1     | 1–4          |
| Mali       | 0–1         | Tunisia | 0–1     | 0–0          |

## Các đội tuyển vượt qua vòng loại
Dưới đây là các đội tuyển thuộc CAF đã vượt qua vòng loại để tham dự vòng chung kết.
| Đội tuyển | Tư cách vượt qua vòng loại | Ngày vượt qua vòng loại | Số lần tham dự Giải vô địch bóng đá thế giới trước đây |
| --------- | -------------------------- | ----------------------- | ------------------------------------------------------ |
| Ghana     | Thắng vòng 3               | 29 tháng 3 năm 2022     | 3 (2006, 2010, 2014)                                   |
| Sénégal   | Thắng vòng 3               | 29 tháng 3 năm 2022     | 2 (2002, 2018)                                         |
| Tunisia   | Thắng vòng 3               | 29 tháng 3 năm 2022     | 5 (1978, 1998, 2002, 2006, 2018)                       |
| Maroc     | Thắng vòng 3               | 29 tháng 3 năm 2022     | 5 (1970, 1986, 1994, 1998, 2018)                       |
| Cameroon  | Thắng vòng 3               | 29 tháng 3 năm 2022     | 7 (1982, 1990, 1994, 1998, 2002, 2010, 2014)           |

## Cầu thủ ghi bàn hàng đầu
Đã có 361 bàn thắng ghi được trong 158 trận đấu, trung bình 2.28 bàn thắng mỗi trận đấu.
8 bàn thắng
- Islam Slimani

5 bàn thắng
- Riyad Mahrez
- Ibrahima Koné
- Ayoub El Kaabi
- Victorien Adebayor
- Fashion Sakala

4 bàn thắng
- Abdoul Tapsoba
- Dieumerci Mbokani
- Joseph Mendes
- Ryan Mmaee
- Peter Shalulile
- Victor Osimhen
- Famara Diédhiou
- Saimon Msuva

Về những cầu thủ ghi nhiều bàn nhất ở mỗi vòng, xem mục tương ứng trong mỗi bài viết:
- Vòng 1
- Vòng 2
- Vòng 3